# Glaskupan
Glaskupan är den första och enda romanen av Sylvia Plath, utgiven under pseudonymen Victoria Lucas 1963. Boken, som handlar om en ung kvinnas tilltagande psykiska sjukdom, brukar tillskrivas självbiografiska drag. Plath begick självmord en månad efter att boken hade publicerats i Storbritannien.

## Svenska utgåvor
Glaskupan har utgivits sju gånger på svenska. Fem av dessa har varit bokutgåvor och två ljudupptagningar. Boken översattes till svenska 1974 av Christina Liljencrantz och har utkommit i samma översättning i en rad utgåvor sedan dess, bland annat 1974 (ny. utg.), 1976, 1978, 1983, 1986, 1999 och 2012.

## Adaptioner
Glaskupan filmatiserades 1979 med samma titel som boken. Ytterligare en filmatisering utkom 2018.